# Amheterozercon amphisbaenae
Amheterozercon amphisbaenae is een mijtensoort uit de familie van de Heterozerconidae. De wetenschappelijke naam van de soort werd voor het eerst geldig gepubliceerd in 1990 door Flechtmann en Johnston als Zeterohercon amphisbaenae.